# Juan Carlos Arellano
Juan Carlos Arellano (* 24. Juni 1943 in Colonia, Uruguay) ist ein uruguayischer Künstler.
Arellano erwarb 1989 einen Abschluss am Instituto Normal de Enseñanza Técnica in Montevideo. Bis 1997 arbeitete er als Dozent. Er nahm an zahlreichen Kunstaktionen sowie Einzel- und Gemeinschaftsausstellungen in Colonia teil. 1995 war er mit einer Skulptur am vom Museo de San José in Kooperation mit der Intendencia Municipal von San José ausgerichteten XXIV. Salón de Artistas Plásticas del Interior beteiligt. 1998 stellte er auch in Buenos Aires aus. Der in Colonia lebende Arellano wurde 1999 von der dortigen Intendecia Municipal für seine Skulptur Perfil del Río im Rahmen des Salón de Artes Plásticas del Interior mit dem städtischen Preis ausgezeichnet.